# Polystachya maculata
Polystachya maculata là một loài phong lan đặc hữu của Burundi.

## Hình ảnh

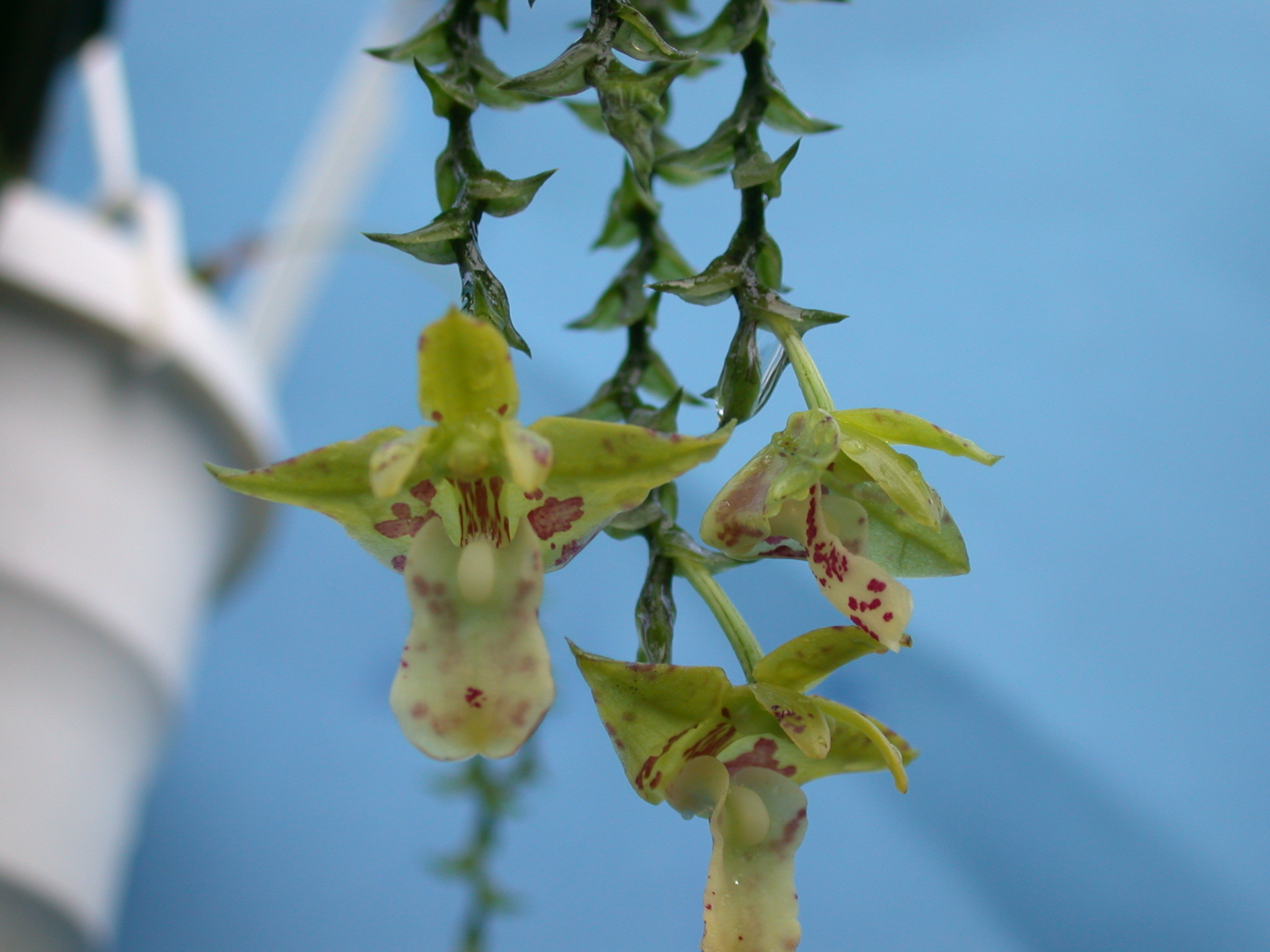
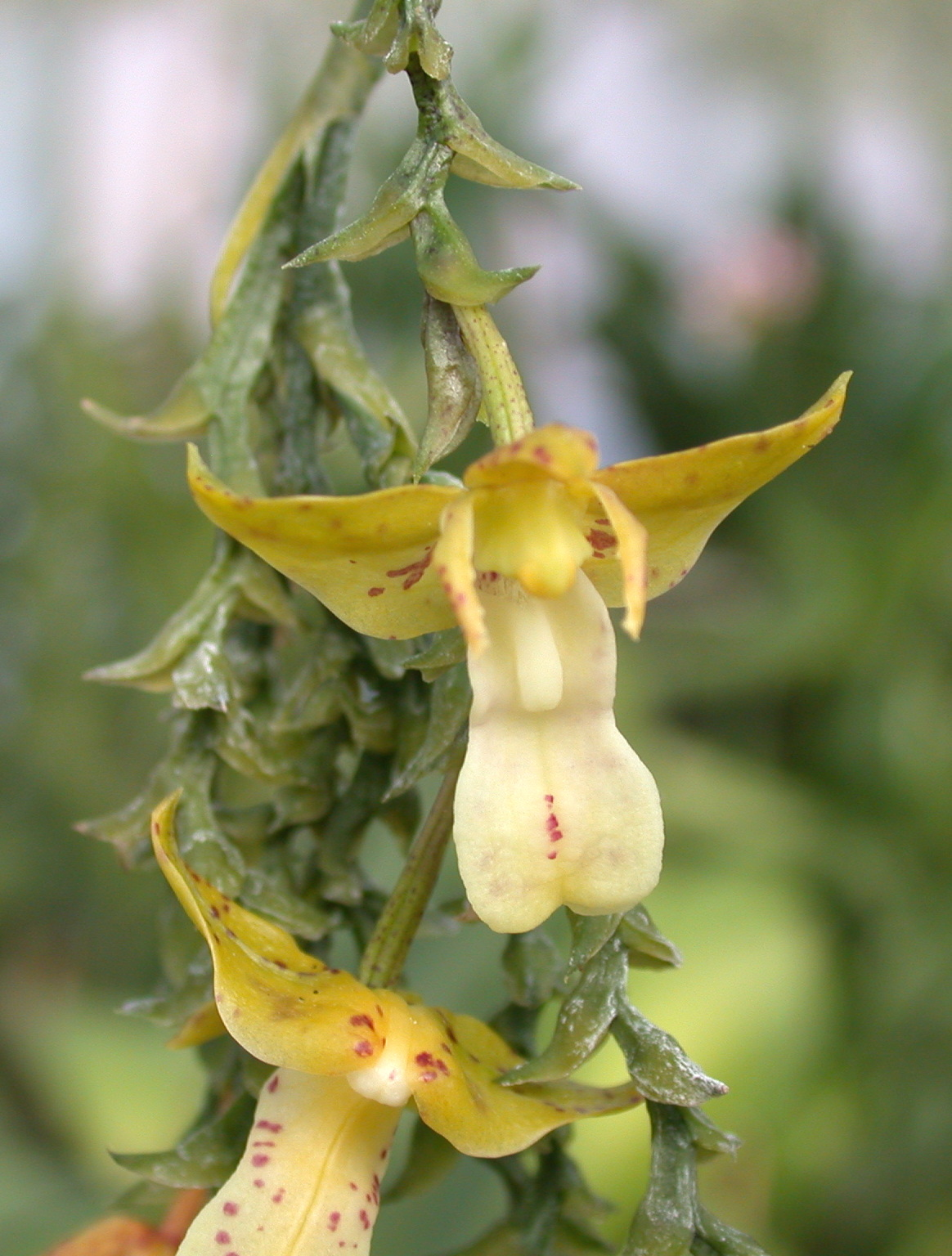
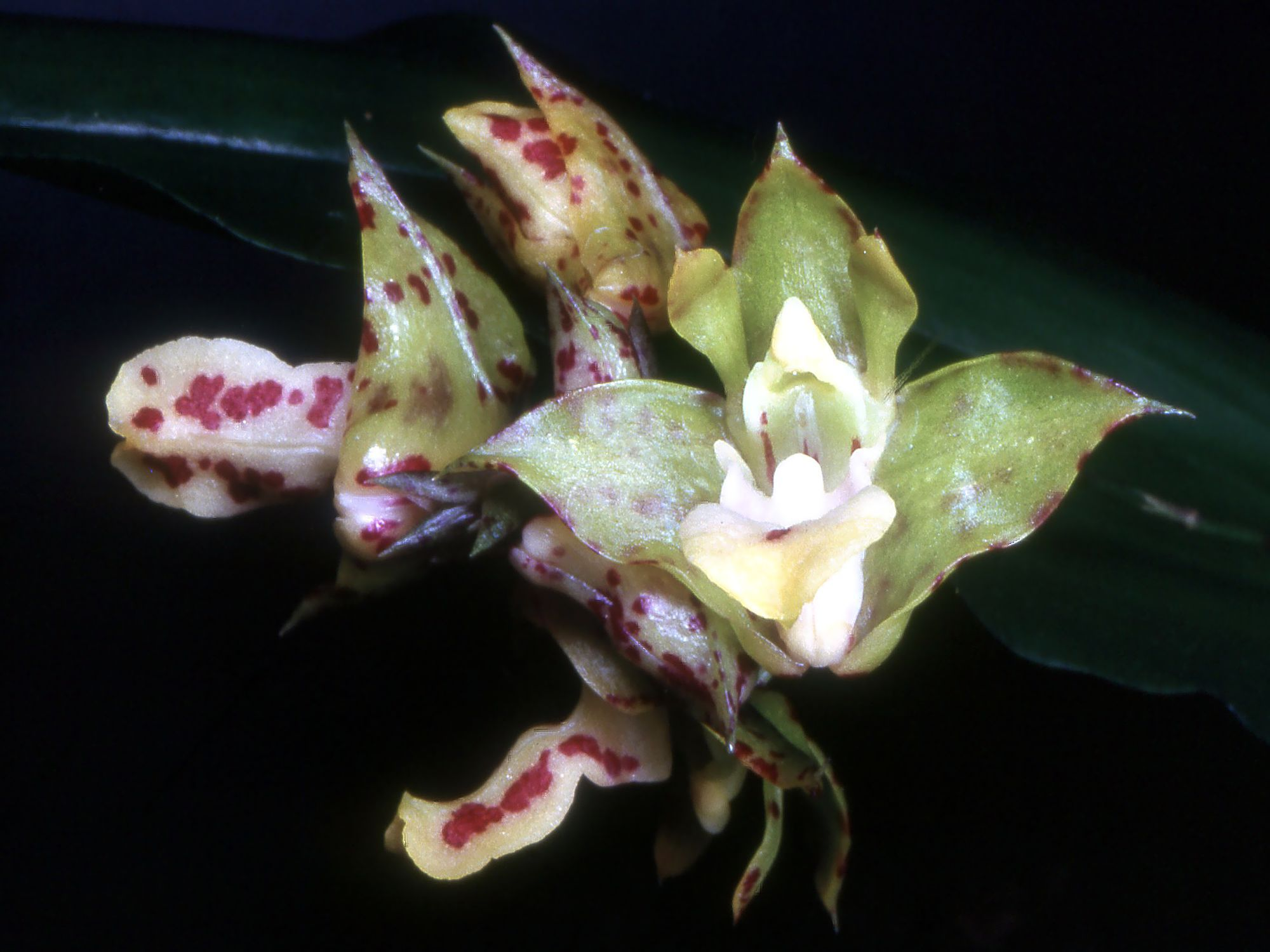
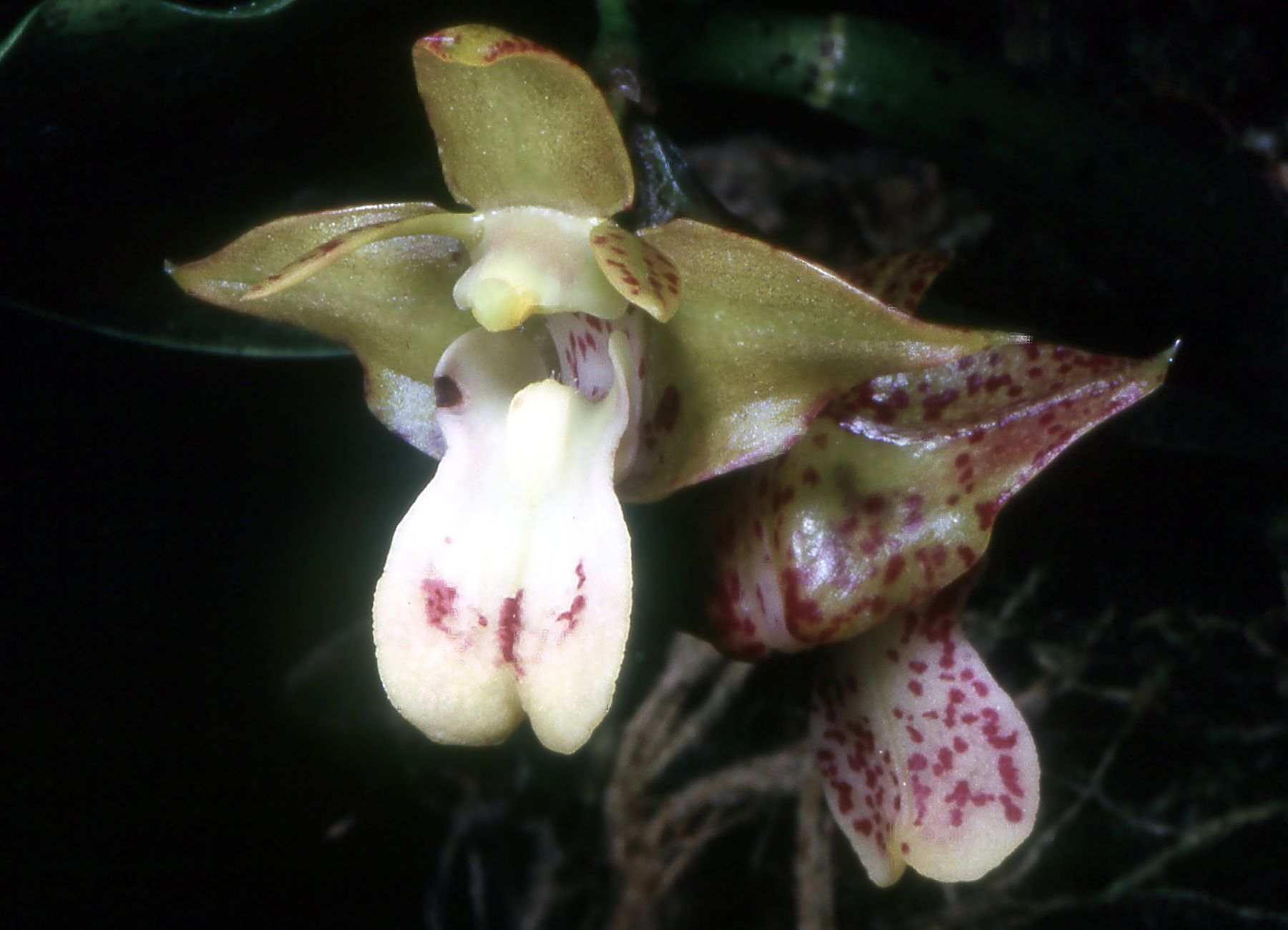